# Michajłow Pogost (rejon łokniański)
Michajłow Pogost (ros. Михайлов Погост) – wieś (ros. деревня, trb. dieriewnia) w zachodniej Rosji, centrum administracyjne wołostu Michajłowskaja (osiedle wiejskie) rejonu łokniańskiego w obwodzie pskowskim.

## Geografia
Miejscowość położona jest w dorzeczu Łokni, 8,5 km od centrum administracyjnego rejonu (Łoknia), 152 km od stolicy obwodu (Psków).
W granicach miejscowości znajdują się ulice: Drużby, Jutkinskaja, zaułek Mira, Mołodiożnaja, Nikołaja Konoszczenka, Sadowaja, Sołniecznaja, Szczukinskaja, Truda, Wiernosti, Zariecznaja, plac Zwycięstwa.

## Demografia
W 2010 r. miejscowość zamieszkiwało 319 osób.